# ジャン・タライラッハ

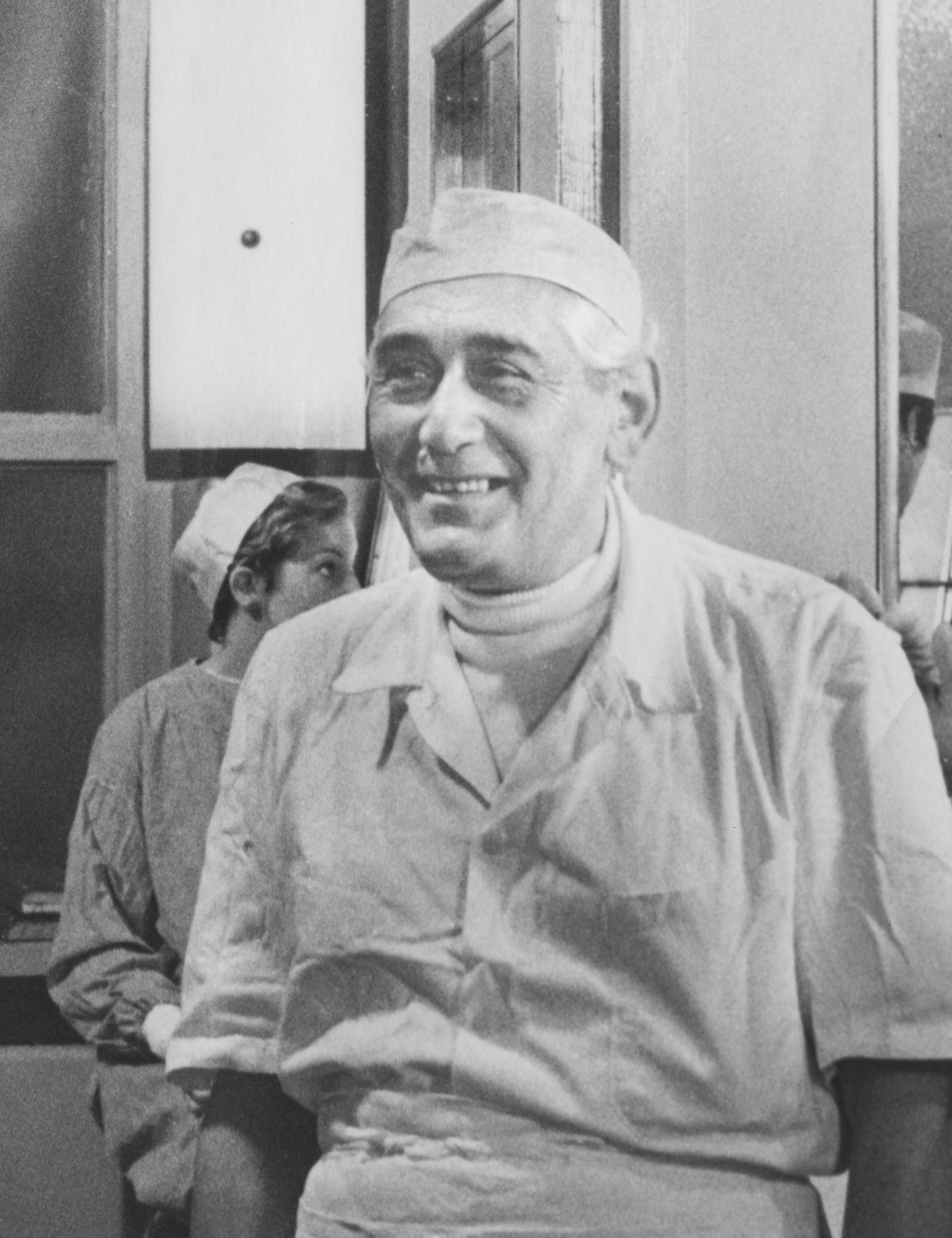
Jean Talairach

ジャン・タライラッハ（Jean Talairach、1911年1月15日 - 2007年4月15日）は、パリのサンタンヌ中央病院 （Centre Hospitalier Sainte-Anne）に務めていた神経外科医である。ペルピニャンで生まれ、パリで没した。

## タライラッハアトラス

### タライラッハ座標
自然科学、及び応用医学に対する彼のもっとも重要な功績はヒトの脳のタライラッハ座標系の開発である。この座標系は脳構造の位置を個人ごとの脳の大きさや形の違いに依存することなく表すことが出来る。 
タライラッハ座標は正中断面と前交連の交わる点を原点とし、原点から正中断面と垂直に伸びる線を X 軸、正中断面と後交連の交わる点と原点を繋ぐ線を Y 軸、この 2 直線と垂直に伸びる線を Z 軸として表す。単純に言えば脳の左右方向が X 軸、前後方向が Y 軸、上下方向が Z 軸となる。タライラッハ座標は右手系であり、それぞれの軸について原点から右、前、上が正の方向となる。この座標系は脳定位座標アトラスとしても知られる。
基準となる解剖学的目印 (前交連と後交連) を定めることにより核磁気共鳴画像法 (MRI)、ポジトロン断層法 (PET)やその他の脳イメージング手法で得られた個人の脳画像を標準タライラッハ空間 (standard Talairach space) に変換することができる。それによって、個人の脳における特定の位置にある組織を座標で表すことが可能となる。

### 問題点
タライラッハ座標は平均より小さいサイズの脳をもつ 60 歳のフランス人女性の死後の脳を基にして作られている。したがって、個人の脳はより小さい脳にフィットするように変換されることになり、誤差が大きくなってしまう。また、座標系を作る際の脳のスライスの厚さは 3 mm から 4 mm と不均一であり、直行平面からもずれている。
別の問題としては、本来は組織特異的なラベル付けであるブロードマンの脳地図を組織学的検査を行うことなく、大まかな視覚的特徴から近似してしまうことである。
このような問題点にもかかわらず、タライラッハアトラスは脳イメージングにおいて重要なツールとなっており、より代表的な脳アトラスであるモントリオール神経学研究所の MNI アトラスなどの基礎となっている。

## 文献
- J. Talairach and P. Tournoux, "Co-planar Stereotaxic Atlas of the Human Brain: 3-Dimensional Proportional System - an Approach to Cerebral Imaging", Thieme Medical Publishers, New York, 1988
- J. Talairach and P. Tournoux, "Referentially Oriented Cerebral MRI Anatomy: An Atlas of Stereotaxic Anatomical Correlations for Gray and White Matter", Thieme Medical Publishers, New York, 1993

CD-ROM のタライラッハ座標
- W.L. Nowinski, A. Thirunavuukarasuu, A.L. Benabid, "The Cerefy Clinical Brain Atlas: Enhanced Edition with Surgical Planning and Intraoperative Support", Thieme Medical Publishers, New York, 2005
- W.L. Nowinski and A. Thirunavuukarasuu, "The Cerefy Clinical Brain Atlas on CD-ROM", Thieme Medical Publishers, New York, 2004
- W.L. Nowinski, A. Thirunavuukarasuu, R.N. Bryan, "The Cerefy Atlas of Brain Anatomy: An Introduction to Reading Radiological Scans for Students, Teachers, and Researchers", Thieme Medical Publishers, New York, 2002
- W.L. Nowinski, A. Thirunavuukarasuu, D.N. Kennedy, "Brain Atlas for Functional Imaging: Clinical and Research Applications", Thieme, New York, 2000
- W.L. Nowinski, R.N. Bryan, R. Raghavan, "The Electronic Clinical Brain Atlas: Multiplanar Navigation of the Human Brain", Thieme Medical Publishers, New York, 1997 (foreword written by Dr. Jean Talairach)